# 丹尼尔·西伯特
丹尼尔·西伯特（德語：Daniel Siebert，1984年5月4日—）是一位德国足球裁判，现注册于柏林足球协会辖下的柏林东北足球俱乐部（FC Nordost Berlin）。他是FIFA认证的国际裁判，同时也是UEFA的二级裁判组成员。

## 裁判生涯
作为柏林东北足球俱乐部（FC Nordost Berlin）的注册会员，西伯特是自1998年开始从事裁判工作，并于2007年被任命为德国足协裁判。自2009年起，他开始执法德乙联赛，后自2012-13赛季起被选入德甲裁判名单。西伯特在德国顶级联赛担当主裁判的首秀是2012年9月1日，主哨由沙尔克04对阵奥格斯堡的比赛。他在比赛期间共出示了3张黄牌。
2015年，西伯特作为的继任者入选FIFA国际裁判名录，他也就此成为当时10位德籍FIFA国际裁判之中最年轻的一位。
西伯特的国际比赛首秀发生在2015年5月29日，于葡萄牙对阵土耳其的U-19欧锦赛预选赛中担当主裁判。2015年6月9日，他又迎来自己的首场国际A级赛事，负责执法卢森堡对阵摩尔多瓦的友谊赛。

## 个人生活
西伯特出生并居住在柏林，并于老霍恩舍豪森的一所体育学校担任兼职教师。